# Easton (Pennsylvania)
Easton is een plaats (city) in de Amerikaanse staat Pennsylvania, en valt bestuurlijk gezien onder Northampton County.

## Demografie
Bij de volkstelling in 2000 werd het aantal inwoners vastgesteld op 26.263.
In 2006 werd het aantal inwoners door het United States Census Bureau geschat op 26.209, een daling van 54 (-0,2%).

## Geografie
Volgens het United States Census Bureau beslaat de plaats een oppervlakte van 12,0 km², waarvan 11,0 km² land en 1,0 km² water. Easton ligt op ongeveer 97 m boven zeeniveau.

## Plaatsen in de nabije omgeving
De onderstaande figuur toont nabijgelegen plaatsen in een straal van 8 km rond Easton.